# Schizonycha ukerewia
Schizonycha ukerewia är en skalbaggsart som beskrevs av Hermann Julius Kolbe 1913. Schizonycha ukerewia ingår i släktet Schizonycha och familjen Melolonthidae. Inga underarter finns listade i Catalogue of Life.